# ذيلفان ماتادوا
ذَيْلَفان ماتادوا (الاسم العلميGastrana matadoa)، نوع حيوان بحري من الرخويات صفيحيات الخياشيم ويتبع جنس ذيلفان وفصيلة الطلينسيات.